# 六氯化钼
六氯化钼是一种无机化合物，化学式 MoCl6。  它是一种黑色抗磁性固体。 这个分子的结构是八面体型，也就是 β-六氯化钨的结构。

## 制备和反应
六氯化钼可以由六氟化钼和过量的三氯化硼化合而成：
MoF6  +  3 BCl3  →   MoCl6  +  3 BF2Cl
它在室温下不稳定，会分解成五氯化钼。几天后，六氯化钼会完全分解。
2 MoCl6  →   [MoCl5]2  +  Cl2